# Peter Katin
Peter Roy Katin (Londen, 14 november 1930 - aldaar, 19 maart 2015) was een Brits klassiek pianist.

## Biografie
Hij verliet school reeds op zijn veertiende tijdens de Tweede Wereldoorlog, maar was twee jaar daarvoor reeds aangenomen door de Royal Academy of Music. Hij werd hoofd van de koorzangers van Westminster Abbey in 1943.
In 1948 maakte hij zijn debuut als pianist in de Londense Wigmore Hall, en in 1952 op de Proms, waar hij Tsjaikovski's tweede pianoconcert speelde. Hij werd het jaar daarna opnieuw uitgenodigd voor de Proms, ditmaal met pianoconcert nr. 3 van Sergej Rachmaninov.
In 1958 was hij de eerste Britse pianist die een solotournee maakte in de Sovjet-Unie. In 1956-1959 gaf hij les aan de Royal Academy of Music.
Hij werd in die periode vooral gevraagd om de grote pianoconcerten uit het romantische repertoire uit te voeren, maar hijzelf wilde uit dat keurslijf bevrijd worden en in de jaren 1970 breidde hij zijn repertoire uit naar andere composities van Chopin, de sonates van Mozart, de preludes van Rachmaninov en andere werken van onder meer Scarlatti, Schubert, Schumann, Liszt en Debussy.
In 1970 maakte hij voor Philips een plaat met composities die volgens het Britse medium Rosemary Brown aan haar waren gedicteerd door Chopin, Liszt en andere componisten.
Hij werd echter steeds minder gevraagd voor optredens en plaatopnamen. Van 1978 tot 1984 leefde hij in Canada, waar hij lesgaf aan de universiteit van West Ontario. Toen hij naar Groot-Brittannië terugkeerde bleek dat het publiek en de grote platenfirma's hem grotendeels hadden vergeten. Hij moest zichzelf promoten, speelde in clubs en maakte opnamen voor kleinere labels. In 1992 ging hij lesgeven aan het Royal College of Music in Londen. In 2004 gaf hij zijn officieel afscheidsconcert in de Wigmore Hall.
Katin was in hoofdzaak een solist en werkte weinig samen met andere artiesten. Hij maakte een aantal opnamen met de violist Alfredo Campoli en in de jaren 1970 begeleidde hij Victoria de los Ángeles bij drie recitals. In 1997 vormde hij een eigen pianotrio.

## Discografie (selectie)
- Rachmaninov: Pianoconcert nr. 1; Tsjaikovski: Concert Fantasia. Met het London Philharmonic Orchestra o.l.v. Sir Adrian Boult (Decca, 1959)
- Liszt: Recital (Consolations Nrs 1-6; Polonaises nrs. 1 en 2; "Dante" Sonata) (Decca, 1960)
- Mendelssohn: Pianoconcerten nr. 1 en 2. Met het London Symphony Orchestra o.l.v. Anthony Collins. (Decca, 1962)
- Mendelssohn: Capriccio Brillant & Rondo Brillant; Liszt: Totentanz. Met het London Philharmonic Orchestra o.l.v. Jean Martinon (Decca, 1962)
- Grieg: Pianoconcert; Litolff: Scherzo. Met het London Philharmonic Orchestra o.l.v. Colin Davis (Decca, 1963)
- Chatsjatoerjan: Pianoconcerto. Met het London Symphony Orchestra o.l.v. Hugo Rignold. (Everest, 1964)
- Schumann: Pianoconcert Op. 54; Franck: Variations Symphoniques. Met het London Symphony Orchestra o.l.v. Eugene Goossens (Everest, ??)
- Rosemary Brown's Music (Philips/Decca, 1970)
- Tsjaikovski: Pianoconcert nr. 1; Litolff: Scherzo. Met London Philharmonic Orchestra o.l.v. John Pritchard. (Classics for Pleasure, 1980)
- Peter Katin in Recital (live-opname vanuit de universiteit van West-Ontario, London (Canada), met werken van Liszt en Brahms) (Athene-Minerva, opname 1983)
- Peter Katin: 50 years of music making (openbare en privé-opnamen uit 1948-1987) (RP Music, beperkte oplage)
- Mozart: The Piano Sonatas (in 3 volumes) (Olympia, 1991 (vol. 3))
- A Liszt Recital (Olympia, 1992)
- A Grieg Recital (Olympia, 1992)
- Portrait of a Pianist (Olympia, 1992)
- The Best of Peter Katin (Olympia, 1992)
- Vioolsonates van Mozart, Beethoven, Brahms met Alfredo Campoli (viool) (Orchestral Concert CD, 2009)
- Chopin: 20 nocturnes (IMP Classics, 2011 (heruitgave))
- Chopin: The Waltzes (Music and Arts, 2011)
- Schubert: Piano Sonatas, D 537 & D 960 (Olympia, 2014)